# 陳徵蔚
陳徵蔚（英語：Charles Zhengwei Chen，1973年—），出生於台灣台北市，國立中山大學外文系學士，國立政治大學英文系碩士，國立政治大學英國語文學系文學組博士，是台灣最早研究電腦文化、數位文學、網路文學、電子媒體的學者之一，對於台灣本土數位文學、網路文學與媒體研究有一定程度之貢獻，現為健行科技大學應用外語學系 （页面存档备份，存于）副教授。
已婚。
他於2000年所撰寫之碩士論文《墨梭超文本小說《勝利花園》中遊牧敘述與複調競衡研究》，是台灣第一本針對電腦超文本小說(hypertext fiction)進行系統化研究的碩士論文。而其博士論文《跨文類網路與媒體整合：以狄更斯及其作品為例》，則延續數位研究方向，藉英國十九世紀小說家狄更斯作品在一個多世紀以來跨越眾多文類之現象，研究文學形式自口語、文字至影音、數位媒體之螺旋演進。
自從2000年至今，陳徵蔚先後在聯合報《e世代文學報》、經濟部工業局《數位內容產業週報》、UDN數位文化的「名家專欄」撰寫文章，內容遍及「電子文本」、「網路謠言」、「數位出版」、「內容產出技術」、「部落格」、「Podcasting」、「電子書」等文化觀察，並且經常為台灣博碩士論文、學術論文所引用。陳徵蔚關注重點在於數位技術之文化意涵與創意運用，而非技術研發。他於輔仁大學英文系所開設之「電腦、網路、後現代文學」，為台灣大專院校最早針對電腦網路文學與文化所開設之專業課程之一。
2012年陳徵蔚出版《電子網路科技與文學創意：台灣數位文學史(1992-2012)》(國立台灣文學館，ISBN 9789860351965)，從歐美文學理論切入，探討台灣數位文學發展脈絡，定義數位文學、電子文學與網路文學之特徵，並以年代與史料為綱，佐以重要作品，分析文學創作與媒體發展趨勢，是華人世界少數專論數位文學專書之一。
2014-2015年間，陳徵蔚主持國立台灣文學館「台灣文學地景閱讀與創作App」 （页面存档备份，存于）計畫，以「地理資訊系統」(Geographic Information System-GIS)概念出發，研發出台灣第一款文學行動閱讀App。該計畫整合文化部「閱讀文學地景」 （页面存档备份，存于）資料庫內容，將超過450件經典文學作品標註GPS座標，只要利用App，就可以查詢方圓半徑500公尺內的文學作品。同時，使用者也可以加入創作，將自己的作品標註GPS，再加上照片與影片，便可成為台灣地景的一部分。所有在手機發表的作品，皆同時發表於「台灣文學網」 （页面存档备份，存于）。該計畫以「文學微旅行」定調，強調文學作品不必被限定於紙上，而閱讀不必被綁在桌前。旅行，本身就是一種閱讀的方式。當作品被標註在某個地點，雖然作者與讀者可能因為不同時間到來而彼此錯過，但是卻可透過遺留在當地的作品，讓彼此相遇。使用者除了可以書寫、標定GPS以外，也可以將多篇作品編輯為特定路線，將作品內容配合實地的景物與風情，讓讀者能夠一邊閱讀作品，一邊領略實際的土地風情。
2016年6月，陳徵蔚主編 Wings of Knowledge：Western Literature for College Students (文鶴書局，ISBN 9789861476919)，全書涵蓋六大主題：希臘羅馬神話、聖經故事、英美詩選、散文、小說、戲劇，是專為大學生所設計的西洋文學作品讀本。

## 外部連結
- Once in a Blue Moon 藍月偶語 （页面存档备份，存于）